# (73097) 2002 GN21
(73097) 2002 GN21 – planetoida z pasa głównego asteroid okrążająca Słońce w ciągu 3,51 lat w średniej odległości 2,31 j.a. Odkryta 14 kwietnia 2002 roku.